# Nore (Ljusdal)
Nore is een plaats in de gemeente Ljusdal in het landschap Hälsingland en de provincie Gävleborgs län in Zweden. De plaats heeft 409 inwoners (2005) en een oppervlakte van 49 hectare.